# Dicranum boivinianum
Dicranum boivinianum là một loài Rêu trong họ Dicranaceae. Loài này được (Besch.) Müll. Hal. mô tả khoa học đầu tiên năm 1881.